# ΜTorrent
µTorrent (también conocido como uTorrent, y abreviado como µT o uT) es un cliente BitTorrent freeware desarrollado por BitTorrent, Inc.. Está disponible para los sistemas operativos Microsoft Windows y macOS. También está planeada una versión nativa para GNU/Linux. Todas las versiones de µTorrent están escritas en C++ y cuenta con traducciones a 54 idiomas. Está diseñado para usar pocos recursos del ordenador y ofrecer las funcionalidades de otros clientes como Vuze o BitComet.
El programa ha recibido buenas críticas por sus características, rendimiento y soporte para hardware y versiones de Windows antiguas, pero se le reprocha que durante la instalación añada adware y un motor de búsqueda propio que predefine sin consultar ni quitarse limpiamente cuando el usuario desinstala la aplicación. Un informe mostró que µTorrent es el segundo cliente BitTorrent más popular (después del chino Xunlei).
µTorrent ha estado en desarrollo activo desde su primera versión en el año 2005. Aunque originalmente fue desarrollado por Ludvig Strigeus, desde el 7 de diciembre de 2006 es propiedad de BitTorrent, Inc.
Según un estudio de Arbor Networks, la adopción del protocolo IPv6 en µTorrent en 2008 causó que el tráfico IPv6 aumentara 15 veces en un periodo de 10 meses.
Recientemente se lanzó la versión web, llamada uTorrent Web, la cual reproduce los archivos al instante, guarda todo lo que quieras con descargas rápidas.

## Funciones
- Descarga de múltiples archivos  .torrent.
- Alta velocidad de descarga.
- Consumo de muy pocos recursos .
- Se puede seleccionar los archivos que se quieren bajar dentro de un .torrent.
- Compatibilidad con el estado de hibernación en Windows.
- Apagado automático al finalizar las descargas.
- Planificador, para programar que ancho de banda usar a ciertas horas.
- Añadir la capacidad de servidor web al programa, pudiendo manejar remotamente las descargas y su configuración.
- Es posible usar μTorrent en GNU/Linux mediante la capa de compatibilidad Wine.
- La capacidad de utilizar el cifrado de todo el tráfico para evitar el bloqueo de torrents en la red.[7]

## Nombre
El autor de μTorrent escribió en 2005: "Por lo general, digo 'u (tu, en inglés) torrent' porque parece una u", además "microtorrent", "mytorrent" (como "my" [myː] es la pronunciación sueca de la letra griega μ) y "mutorrent" como pronunciaciones alternativas." En Grecia, donde el software es ampliamente utilizado, se le llama 'mi torrent', ya que la letra μ del alfabeto griego se pronuncia [mi] en el griego moderno. El símbolo μ es la letra griega minúscula mi, que significa micro en el prefijo SI.

## Easter Eggs
μTorrent incorpora dos curiosidades: al abrir el menú de ayuda y pulsar en "Acerca de μTorrent", se abre un cuadro de diálogo con el logo de μTorrent y especificaciones de la versión. Si entonces se pulsa el logo, se oye un sonido similar al sonido de la empresa THX; además, al pulsar la letra 't' se inicia un juego Tetris que se controla con las flechas (para ponerlo en pausa, se pulsa la tecla 'p').